# 백자 청화철채동채초충문 병
백자 청화철채동채초충문 병(白磁 靑畵鐵彩銅彩草蟲文 甁)은 대한민국 서울특별시에 있는 조선 후기의 백자 병이다.  청화, 철채(鐵彩), 동채(銅彩)로 초충문을 그려넣었다. 1963년 보물 제241호 청화백자철사진사국화문병으로 지정되었다가, 1997년 1월 1일 국보 제294호로 승격되었다.

## 특징
이처럼 하나의 작품에 청화 동화 철사를 양각과 함께 곁들여서 장식한 백자병은 이것 외에는 그 예가 없는 드문 작품으로, 크기도 이 종류의 조선시대 병 가운데 비교적 큰 작품이다. 현존하는 필통과 연적ㆍ병중에 양각수법과 청화 철사의 안료로 채색된 작품들이 18세기 후반 정조 연간의 작품으로 남아 있어 비교된다.
긴 병목의 비례가 몸체와 어울려 보기 좋은 이 작품은 18세기 후반 광주 분원리 가마에서 특별히 제작된 작품으로 추정된다. 개성 지방에서 세대를 이어 전해온 것으로 알려져 있는 뛰어난 작품이다.

## 모양
쭉 뻗어 길게 세워진 목과 어깨에서부터 벌어져 공 모양의 몸통을 이루었으며, 넓고 낮은 굽다리로 되어있어 안정감을 주는 대형의 병이다.
문양은 몸통 전면에 활짝 핀 국화와 난초 사이로 벌과 나비를 한 폭의 그림처럼 양각으로 양면에 나타내었다. 양각의 국화는 동화로, 국화 줄거리와 잎은 철사로, 난초는 청화로, 벌과 나비는 철사 동화로 채색했으며, 그 빛깔을 낸 효과도 뛰어나다.
담청을 머금은 유백색의 부드러운 유약이 전면에 발라졌으며, 미세하게 유빙렬이 나있다.
굽다리에는 모래로 받쳐 구운 흔적이 남아 있다.

## 주해
1. ↑  초충문(草蟲文)이란 풀과 벌레 무늬를 가리킨다.
2. ↑  유빙렬(釉氷裂)은 도자기를 가마에서 꺼낸 뒤에 유약이 식으면서 간 금을 이르는 말이다.

## 참고 자료
- 백자 청화철채동채초충문 병 - 국가유산청 국가유산포털
- 본 문서에는 서울특별시에서 지식공유 프로젝트를 통해 퍼블릭 도메인으로 공개한 저작물을 기초로 작성된 내용이 포함되어 있습니다.